# 3I/ATLAS
3I/ATLAS eller C/2025 N1, är en interstellär komet som upptäcktes av Asteroid Terrestrial-impact Last Alert System (ATLAS) av 1 juli 2025  vid Río Hurtado, Chile. Den befann sig då 4,5 AE (670 miljoner km) från solen och rörde sig med en relativ hastighet av 61 km/s. Den följer en obunden, hyperbolisk bana runt solen med en omloppsexcentricitet på 6,142 ± 0,003. Det är det tredje interstellära objektet som bekräftats passera genom solsystemet, efter 1I/ʻOumuamua (upptäckt 19 oktober 2017) och 2I/Borisov (upptäckt 29 augusti 2019). Den är den hittills snabbaste komet som observerats och den kommer nå perihelion den 29 oktober 2025.
Storleken på 3I/ATLAS kärna är osäker eftersom den är en aktiv komet omgiven av en koma bestående av reflekterande korn  av vattenis och silikatmineraler. Uppskattningar för kärndiametern för 3I/ATLAS varierar från 0,8 till 11 km, även om en diameter mot den nedre änden av intervallet är mer sannolik. 3I/ATLAS kommer att nå perihelium den 29 oktober 2025, på ett avstånd av 1,3571 ± 0,0005 AE (203,019 ± 0,075 miljoner km) från solen. När den är långt borta från solen är kometens hyperboliska överskottshastighet ({\displaystyle v_{\infty }}) kommer att vara 58 km/s i förhållande till solen. Kometens hastighet tyder på att den har sitt ursprung i den tjocka galaktiska skivan som innehåller många äldre stjärnor, och därför kan kometen vara vattenrik och mer än 7 miljarder år gammal.

## Historik

### Upptäckt
3I/ATLAS upptäcktes den 1 juli 2025 av det NASA-finansierade kartläggningsteleskopet ATLAS vid Río Hurtado, Chile (observationskod W68). Med en skenbar magnitud på 18 gick det nyupptäckta objektet in i det inre solsystemet med en hastighet av 61 km/s (220 000 km/h) i förhållande till solen, beläget 3,50 AE (524 miljoner km) från jorden och 4,51 AE från solen, och rörde sig på himlen längs gränsen mellan stjärnbilderna Ormen och Skytten, nära det galaktiska planet. Den fick den tillfälliga beteckningen 'A11pl3Z' och upptäcktsobservationerna skickades till Internationella astronomiska unionens Minor Planet Center (MPC). Dessa observationer antydde initialt att objektet kunde befinna sig på en mycket excentrisk bana som kunde komma nära jordens omloppsbana, vilket ledde till att MPC listade objektet på sidan för bekräftelse av jordnära objekt.
Uppföljande observationer från andra observatorier, med både professionella och amatörastronomer, började avslöja att objektets bana inte skulle komma nära jorden, utan istället kunde vara interstellär med en hyperbolisk bana. Observationer av 3I/ATLAS före upptäckten bekräftade dess interstellära bana. Dessa inkluderade observationer från Zwicky Transient Facility (ZTF, observationskod I41) från 28 till 29 juni 2025 som hittades inom några timmar efter den första rapporten, ZTF-observationer från 14 till 21 juni 2025, och ATLAS-observationer från 25 till 29 juni 2025. Amatörastronomen Sam Deen har noterat ytterligare ATLAS-observationer före upptäckten från 5 till 25 juni 2025 och misstänkte att 3I/ATLAS inte upptäcktes tidigare eftersom den passerade framför det galaktiska centrumets täta stjärnfält, där kometen skulle vara svår att urskilja.
Initiala observationer av 3I/ATLAS var oklara om huruvida 3I/ATLAS är en asteroid eller en komet. Astronomer, som Alan Hale, rapporterade inga kometära drag, men observationer den 2 juli 2025 av Deep Random Survey (X09) i Chile, Lowell Discovery Telescope (G37) i Arizona och Canada–France–Hawaii Telescope (T14) vid Mauna Kea visade en marginell koma och en kort svans på tre bågsekunder i vinkellängd, vilket tydde på att objektet är en komet. Den 2 juli 2025 tillkännagav MPC upptäckten av 3I/ATLAS och gav det den interstellära objektbeteckningen "3I", vilket betyder att det är det tredje bekräftade interstellära objektet. MPC gav också 3I/ATLAS den icke-periodiska kometbeteckningen C/2025 N1 (ATLAS). När 3I/ATLAS tillkännagavs hade MPC samlat in 122 observationer av kometen från 31 olika observatorier.

## Bana

Hyperbolisk bana för 3I/ATLAS (blå) genom solsystemet, med planeternas omloppsbanor visade (klicka för att starta animationen)

3I/ATLAS följer en obunden hyperbolisk bana runt solen med en extremt hög omloppsexcentricitet på 6,145 ± 0,003. Detta är den högsta excentriciteten av de tre interstellära objekt som hittills är kända, större än 1I/ʻOumuamuas (e=1,2) och 2I/Borisovs (e=3,4). 3I/ATLAS kommer att vara närmast solen vid perihelium på ett avstånd av 1,3567 ± 0,0004 AE (202,959 ± 0,060 miljoner km) den 29 oktober 2025 kl. 11:37 ± 00:05 UT. Vid perihelion kommer kometen att röra sig med sin maximala hastighet på 68 km/s i förhållande till solen. När den är långt borta från solen kommer kometens hyperboliska överhastighet att vara 58 km/s. Kometens bana lutar 175° (retrograd och lutar 5°) i förhållande till ekliptikan och verkar ha dess ursprung i den tjocka galaktiska skivan.
När 3I/ATLAS närmar sig perihelion kommer den att passera Mars på ett avstånd av 0,194 ± 0,0007 AE (29,02 ± 0,10 miljoner km) den 3 oktober 2025. Efter perihelion kommer den att passera jorden 1,798 ± 0,002 AE (268,98 ± 0,30 miljoner km) den 19 december 2025, och sedan kommer den att passera Jupiter 0,358 ± 0,003 AE (53,56 ± 0,45 miljoner km) den 16 mars 2026.
Under kometens nära närmande till Mars kan den uppnå en skenbar magnitud på 11 från planeten, vilket innebär att Marsresenärer kan observera den. Å andra sidan kommer 3I/ATLAS inte att vara observerbar från jorden vid perihelion eftersom jorden och kometen kommer att befinna sig på motsatta sidor om solen vid den tidpunkten. Kometen kommer att åter bli observerbar från jorden i början av december 2025.

## Storlek och ljusstyrka
Observationer från Vera C. Rubin-observatoriet tyder på att 3I/ATLAS har en asteroidal absolut magnitud (H) på 13,7 ± 0,2, vilket antyder en maximal möjlig diameter på 11,2 km för 3I/ATLAS kärna, om den vore en mörk asteroid. Eftersom 3I/ATLAS är en aktiv komet omgiven av en koma eller ett skal av reflekterande stoft, förväntas den faktiska storleken på dess kärna vara betydligt mindre eftersom den korrekt skulle beräknas från en kombinerad absolut magnitud (M1) för kärna och koma. 3I/ATLAS verkar vara svagt aktiv jämfört med den andra interstellära kometen 2I/Borisov och misstänks därför ha en kärndiameter som troligen är en storleksordning (tio gånger) större än 2I/Borisovs. Som referens är den maximala uppskattade diametern för 2I/Borisovs kärna mellan 0,4–0,5 km, så den maximala diametern för 3I/ATLAS kärna skulle kunna vara upp till 4–5 km om argumentet om storleksordning håller, men dess faktiska diameter är sannolikt mindre, 1,2 km.
Kometen förväntas inte bli ljusare än ungefär en skenbar magnitud på 11,5 och det skulle placera kometen utom räckhåll för den genomsnittliga observatören med en 50 mm kikare. Kometen kommer också att befinna sig mindre än 30 grader från solen från den 1 oktober 2025 till den 9 november 2025.